# Stanhopea anfracta
 (juillet 2021).
Si vous disposez d'ouvrages ou d'articles de référence ou si vous connaissez des sites web de qualité traitant du thème abordé ici, merci de compléter l'article en donnant les références utiles à sa vérifiabilité et en les liant à la section « Notes et références ».
Stanhopea anfracta est une espèce de plantes à fleurs de la famille des Orchidaceae (les orchidées) et du genre Stanhopea que l'on trouve en Amérique du Sud.

## Description
La plante fleurit du printemps à l'été avec sept à treize fleurs parfumées par inflorescence. Les fleurs mesurent 8 cm de diamètre.

## Distribution
Elle se trouve dans les pentes orientales de la forêt nuageuse humide poussant sur des arbres en Équateur et au Pérou à des altitudes de 1 000 à 2 200 mètres.

## Culture
La plante doit être cultivée à l'ombre dans un pot en écorce de sapin moyen ou en mousse de sphaigne, à des températures fraîches à chaudes et arrosée régulièrement. Elle est généralement cultivée dans des paniers avec du coir et de la tourbe pour le sol.